# Aloe schilliana
Aloe schilliana är en grästrädsväxtart som beskrevs av Leonard Eric Newton och Gordon Douglas Rowley. Aloe schilliana ingår i släktet Aloe och familjen grästrädsväxter. Inga underarter finns listade i Catalogue of Life.